# Cloșani
Cloșani – wieś w Rumunii, w okręgu Gorj, w gminie Padeș. W 2011 roku liczyła 1025 mieszkańców.